# إدوارد غارنير
إدوارد غارنير (بالإنجليزية: Edward Garnier) هو محام بالقضاء العالي وسياسي بريطاني، ولد في 26 أكتوبر 1952 في فوبرتال في ألمانيا. حزبياً، نشط في حزب المحافظين.

## مناصب
- في الانتخابات العامة في المملكة المتحدة 1992 [الإنجليزية]‏، انتخب عضو البرلمان الحادي والخمسون للمملكة المتحدة عن دائرة هاربورو خلال فترته النيابية ‏ (9 أبريل 1992 – 8 أبريل 1997).
- في الانتخابات العامة في المملكة المتحدة 1997 [الإنجليزية]‏، انتخب عضو البرلمان الثاني والخمسون للمملكة المتحدة عن دائرة هاربورو وقد انضم خلال فترته النيابية ‏ (1 مايو 1997 – 14 مايو 2001) للكتلة البرلمانية حزب المحافظين.
- في الانتخابات العامة في المملكة المتحدة 2001، انتخب عضو برلمان المملكة المتحدة الـ53 عن دائرة هاربورو وقد انضم خلال فترته النيابية ‏ (7 يونيو 2001 – 11 أبريل 2005) للكتلة البرلمانية حزب المحافظين.
- في الانتخابات العامة في المملكة المتحدة 2005، انتخب عضو برلمان المملكة المتحدة الـ54 عن دائرة هاربورو وقد انضم خلال فترته النيابية ‏ (5 مايو 2005 – 12 أبريل 2010) للكتلة البرلمانية حزب المحافظين.
- في انتخابات المملكة المتحدة لعام 2010، انتخب عضو برلمان المملكة المتحدة الـ55 عن دائرة هاربورو وقد انضم خلال فترته النيابية ‏ (6 مايو 2010 – 30 مارس 2015) للكتلة البرلمانية حزب المحافظين.
- في الانتخابات العامة في المملكة المتحدة 2015، انتخب عضو برلمان المملكة المتحدة الـ56 عن دائرة هاربورو وقد انضم خلال فترته النيابية ‏ (8 مايو 2015 – 3 مايو 2017) للكتلة البرلمانية حزب المحافظين.
- انتخب عضو مجلس الشورى البريطاني.
- انتخب Shadow Minister for Prisons ‏ (2 يوليو 2007 – 8 سبتمبر 2009).
- انتخب النائب العام لإنجلترا وويلز [الإنجليزية]‏ (13 مايو 2010 – 4 سبتمبر 2012).
- انتخب Shadow Attorney General for England and Wales [الإنجليزية]‏ (8 سبتمبر 2009 – 11 مايو 2010).

## وصلات خارجية
- الموقع الرسمي